# Nadezhda Shuvayeva-Olkhova
Nadezhda Aleksandrovna Shuvayeva-Olkhova (cirílico:Надежда Александровна Шуваева-Ольхова) (Barnaul, 9 de setembro de 1952) é uma ex-basquetebolista russa que integrou a Seleção Soviética Feminina que conquistou as Medalhas de Ouro disputadas no XXI Jogos Olímpicos de Verão realizados em 1976 na Cidade de Montreal, Canadá e nos XXII Jogos Olímpicos de Verão realizados em 1980 na cidade de Moscou.